# Indian Island (Indian Tickle)
Indian Island is een onbewoond eiland in de Canadese provincie Newfoundland en Labrador. Het heeft een oppervlakte van 5,4 km² en bevindt zich vlak voor de oostkust van Labrador. Het wordt van het schiereiland Musgrave Land gescheiden door het ongeveer één kilometer brede zeegat Indian Tickle.
De aan de overkant van het voornoemde zeegat gelegen nederzetting Indian Tickle strekte zich in de 19e eeuw ook deels uit over Indian Island.

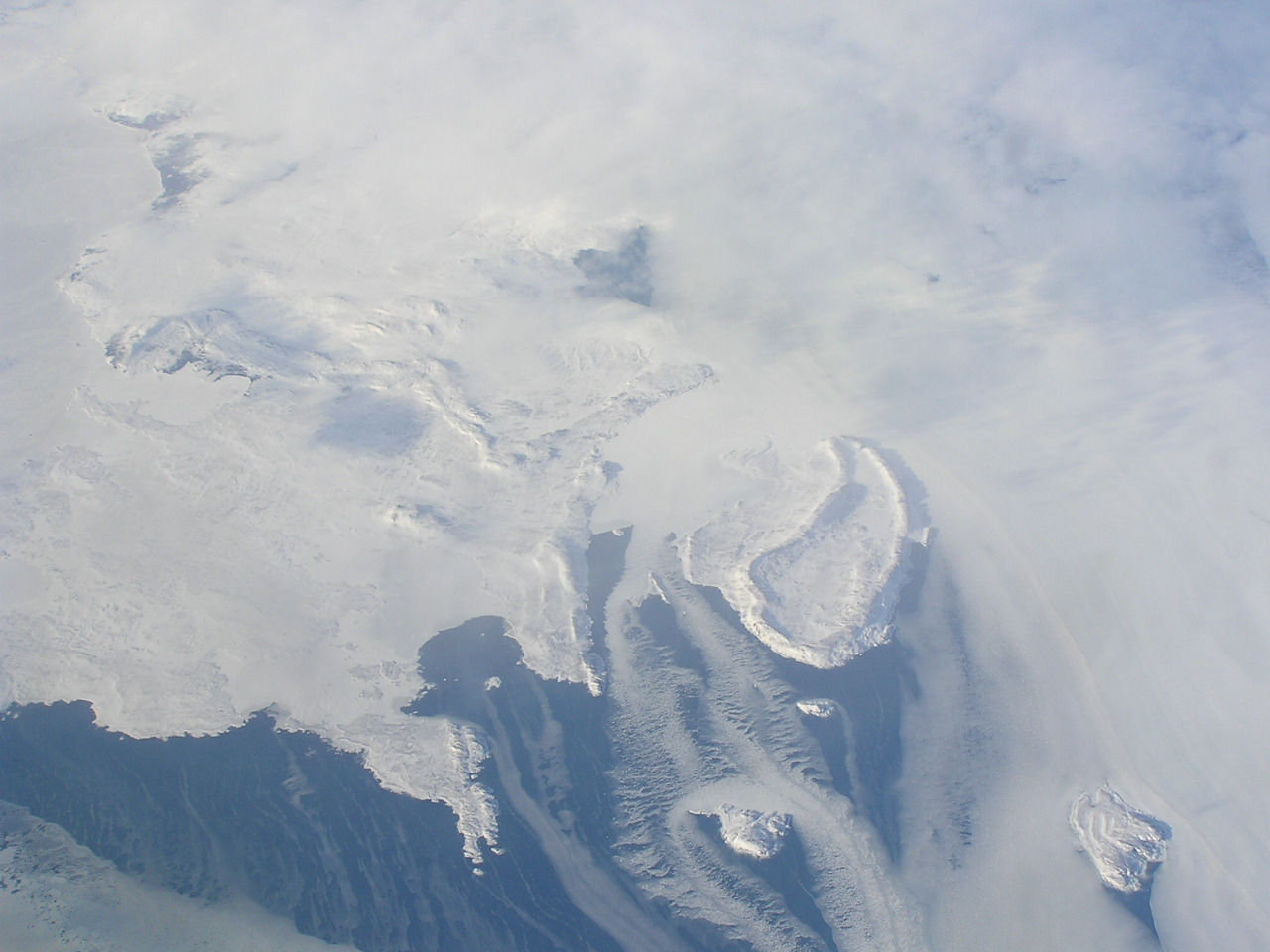
Westwaarts gericht winters luchtbeeld. Het eiland met klauwvormige richel is Indian Island, met links ervan Musgrave Land